# Национальное собрание Вьетнама
Национальное собрание Социалистической Республики Вьетнам (вьет. Quốc hội nước Cộng hoà xã hội chủ nghĩa Việt Nam) — законодательный орган (парламент) Вьетнама. Конституция Вьетнама определяет Национальное собрание, как высший орган государственной власти.

## Состав
Национальная Ассамблея включает 500 постоянных депутатов, созывающихся два раза в год Государственным Советом. Национальное Собрание избирает Председателя и заместителей Председателя Национального Собрания. Действующим председателем является Выонг Динь Хюэ, избранной на 14 сессии (2021—2026 гг.)

### Председатели Национального собрания
- Нгуен Ван То[англ.], 1 сессия (1946—1946)
- Буй Банг Дуан[англ.], 1 сессия (1946—1955)
- Тон Дык Тханг, 1 сессия (1948—1960)
- Чыонг Тинь, 2, 3, 4, 5 и 6 сессии (1960—1981)
- Нгуен Хыу Тхо, 7 сессия (1981—1987)
- Ле Куанг Дао[англ.], 8 сессия (1987—1992)
- Нонг Дык Мань, 9 и 10 сессии (1992—2001)
- Нгуен Ван Ан[англ.], 11 сессия (2001—2006)
- Нгуен Фу Чонг, 11 и 12 сессии (2006—2011)
- Нгуен Шинь Хунг, 13 сессия (2011—2016)
- Нгуен Тхи Ким Нган, 13 и 14 сессии (2016—2021)
- Выонг Динь Хюэ, 14 и 15 сессии (2021—2024)
- Чан Тхань Ман, 15 сессия (с 2024)

## Полномочия
Национальная Ассамблея утверждает:
- Президента
- Премьер-министра
- 21 члена правительства
- Генерального прокурора
- Главу Верховного суда

Национальное Собрание имеет право:
- принимать Конституцию и вносить в неё изменения
- принимать законы и вносить в них изменения
- осуществлять право верховного контроля за соблюдением Конституции и законов
- утверждать государственный план и отчет о его выполнении
- утверждать проект государственного бюджета и отчет о его исполнении
- определять организацию Национального Собрания, Государственного Совета, Совета Министров, Народных советов и народных комитетов, народного суда, народной, прокуратуры
- избирать и отзывать Председателя, заместителей Председателя и других членов Государственного Совета; Председателя, заместителей Председателя и других членов Совета Министров; Председателя Верховного Народного Суда; Главного прокурора Верховной Народной Прокуратуры
- принимать решение об образовании или упразднении всех министерств, всех государственных комитетов
- рассматривать отчеты о работе Государственного Совета, Совета Министров, Верховного Народного Суда и Главного прокурора Верховной Народной Прокуратуры
- устанавливать, изменять или отменять все виды налогов
- определять изменение границ провинций, городов центрального подчинения и приравненных к ним административных единиц
- принимать решение об общей амнистии
- решать вопросы войны и мира
- решать вопрос о передаче общественным организациям некоторых государственных функций в области управления
- ратифицировать или денонсировать международные договоры по предложению Государственного Совета.

## Здание

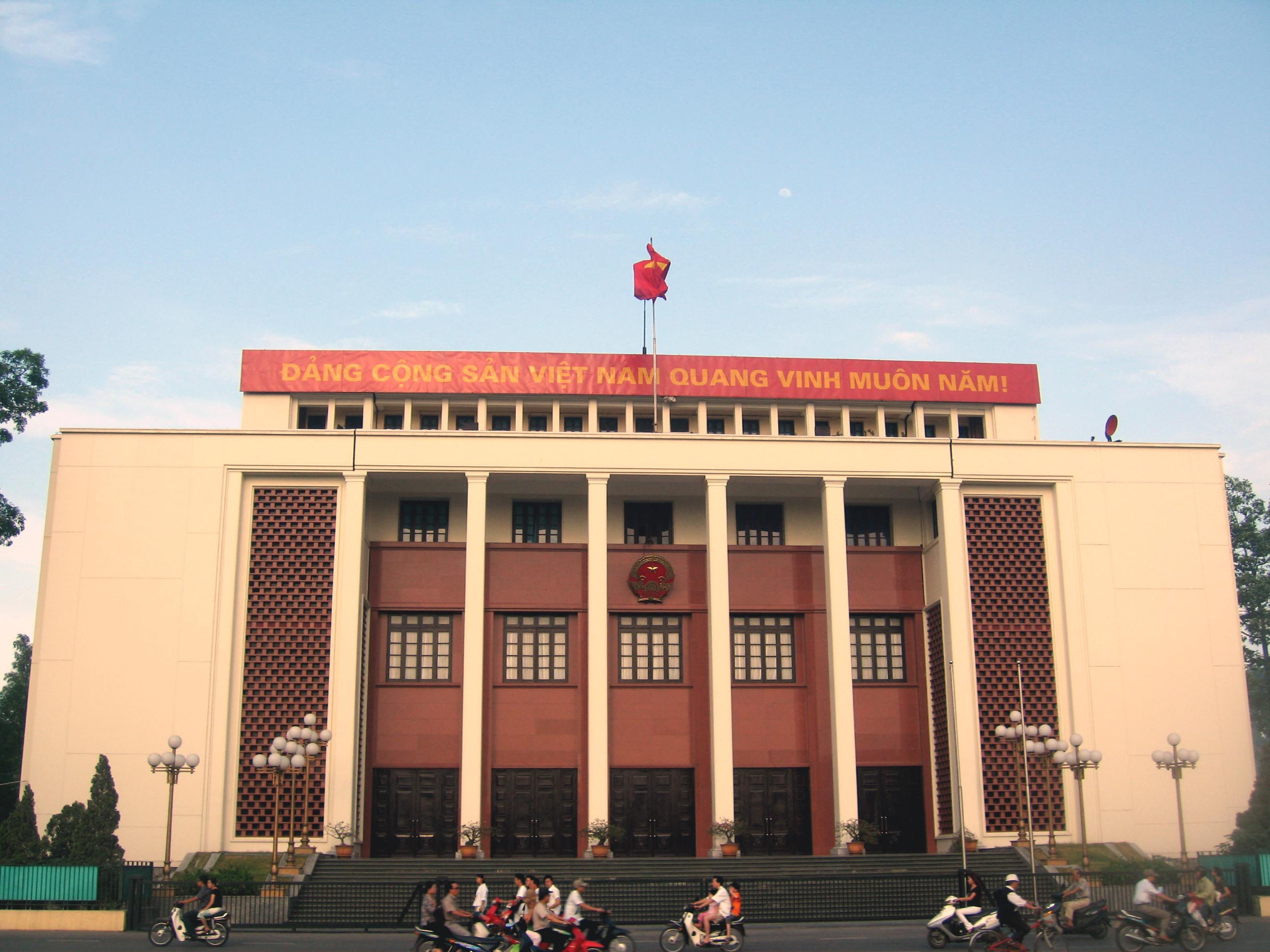
Здание Национальной Ассамблеи на центральной площади Бадинь было снесено в 2008 году

Здание Национальной Ассамблеи на центральной площади Бадинь было снесено в 2008 году для постройки нового Дворца. Однако археологические раскопки выявили важные находки на месте стройки, и строительство было отложено.